# ريمون لوكاس
ريمون لوكاس (بالفرنسية: Raymond Lucas)‏ ولد بتاريخ 13 ديسمبر 1918 في باريس، هو دراج فرنسي.

## روابط خارجية
- ريمون لوكاس على موقع أرشيف الدراجات (الإنجليزية)
- ريمون لوكاس على موقع إحصائيات الدراجات الإحترافية (الإنجليزية)